# William Bruce (arquiteto)
Sir William Bruce de Kinross, 1° Baronete de Balcaskie (c. 1630 — 1 de janeiro de 1710) foi um arquiteto-cavalheiro escocês, descrito por Howard Colvin como "o fundador efetivo da arquitetura clássica na Escócia". Como figura fundamental na introdução do palladianismo na Escócia, foi comparado a arquitetos ingleses, como Inigo Jones e Christopher Wren, e seus contemporâneos introdutores do estilo francês na arquitetura doméstica, Hugh May e sir Roger Pratt.
Bruce era um comerciante em Roterdã durante a década de 1650, e desempenhou um papel na restauração de Carlos II em 1659. Ele levou mensagens entre o rei exilado e o general George Monck, e sua lealdade a ele foi recompensada com lucrativas nomeações oficiais, incluindo a de Inspetor Geral das Obras do Rei da Escócia, tornando-o efetivamente "o arquiteto do rei". Seus patronos incluíam John Maitland, 1.º Duque de Lauderdale, o homem mais poderoso da Escócia na época, e Bruce tornou-se um membro do parlamento escocês, rapidamente integrando o Conselho Privado da Escócia.
Apesar de sua falta de conhecimentos técnicos, tornou-se o arquiteto mais importante de seu tempo, na Escócia. Ele trabalhava com pedreiros e construtores profissionais competentes, a quem transmitiu um vocabulário clássico; assim a sua influência foi levada muito além de seu próprio círculo aristocrático. Começando na década de 1660, Bruce construiu e remodelou uma série de casas de campo, incluindo o Castelo de Thirlestane para o Duque de Lauderdale, e Prestonfield House. Entre suas obras mais significativas estão a sua própria mansão palladiana em Kinross, construída em Loch Leven, propriedade que ele havia comprado em 1675. Como arquiteto do rei, ele empreendeu a reconstrução do Palácio Real de Holyrood na década de 1670, que deu ao palácio sua aparência atual. Após a morte de Carlos II, Bruce perdeu favores políticos, e mais tarde, após a adesão de Guilherme III e II e Maria II, ele foi preso mais de uma vez como um suspeito de jacobitismo. No entanto, conseguiu continuar a sua obra arquitetônica, muitas vezes fornecendo seus serviços a outros com simpatias jacobitas.

## Primeiros anos
Pouco se sabe da infância de Bruce, e sua data de nascimento é incerta. Ele provavelmente nasceu em Blairhall no oeste de Fife, em torno de 1630, sendo o segundo filho de Robert Bruce de Blairhall e de Katherine Preston. Ele pode ter frequentado a Universidade de St Andrews, entre 1637 e 1638, o que sugere que sua data de nascimento foi anterior a 1625. Os Bruce eram uma família episcopal bem conectada, fortemente leal ao rei, e descendentes de Thomas Bruce, um primo do rei Roberto II, que havia lhe concedido terras em Clackmannan e Fife. O primo dele, Edward Bruce, foi criado Conde de Kincardine em 1643.

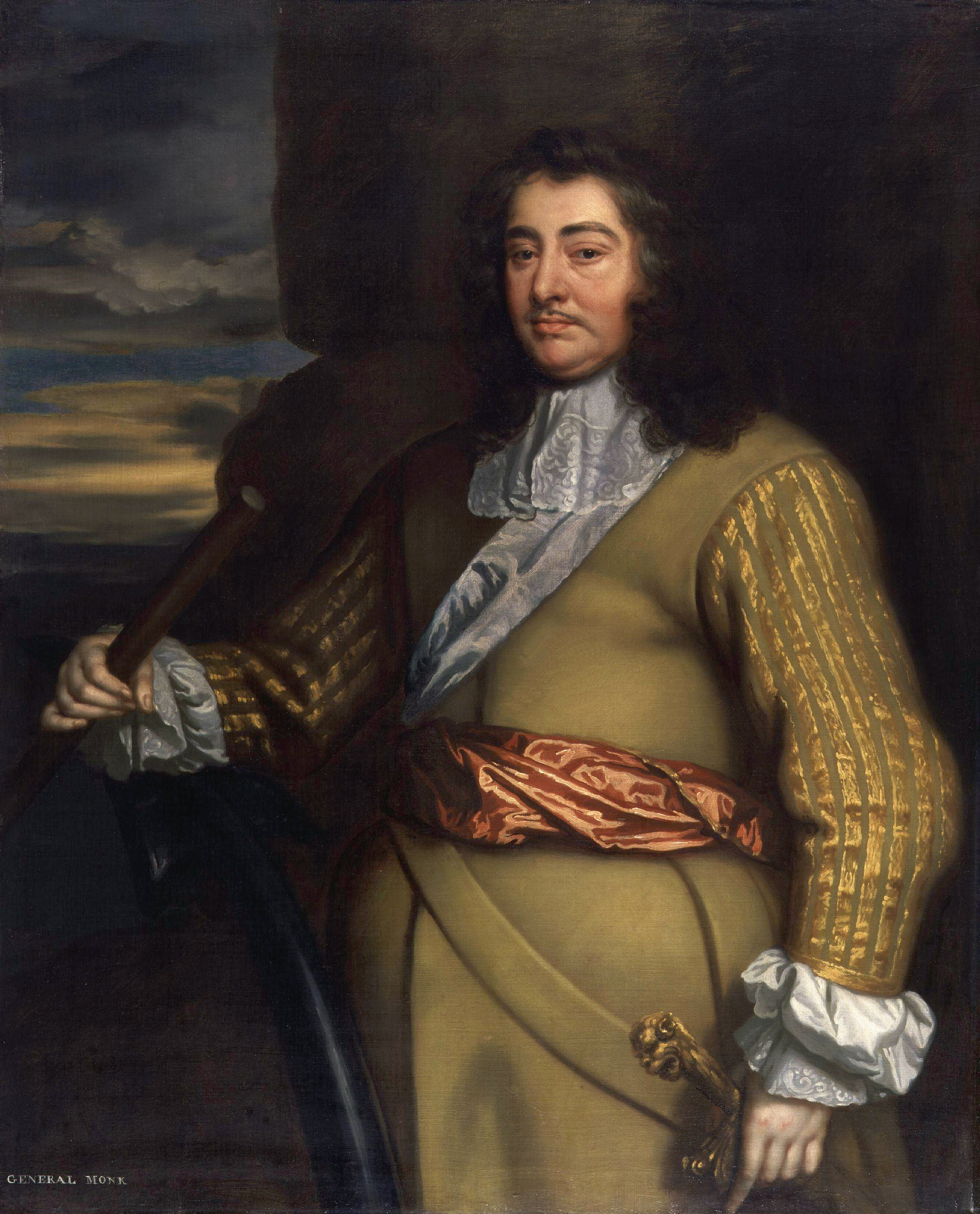
General George Monck, pintado entre 1665-1666 no estúdio de sir Peter Lely, hoje na National Portrait Gallery

Cartas dos documentos do Conde de Kincardine mostram que William Bruce estava no exílio em Roterdã durante a década de 1650 com seu primo, Alexander Bruce, irmão do Conde de Kincardine. Como episcopais, William e Alexander teriam procurado refúgio da comunidade puritana criada por Oliver Cromwell. Em Roterdã, eles estavam em contato com sir Robert Moray, um soldado e filósofo natural próximo a Carlos II, que então residia em Maastricht. William Bruce era um comerciante, com base na comunidade escocesa em Roterdã, mas viajava muito. Era dono de um navio com Alexander Bruce e John Hamilton de Grange, e esteve envolvido no comércio de vinho, carvão e madeira entre a Noruega, França, Inglaterra, Escócia e nos Países Baixos. É registrado que tinha uma casa e uma amante em La Rochelle. Ele pode ter tido um filho em Normand com esta senhora, uma vez que em 1672 ele figurou como testemunha do batismo de William Bruce em Holyrood, filho de Normand Bruce, pedreiro. Além disso, o registro de casamento de Normand Bruce afirma que ele foi contratado em Balcaskie. Em 1658, William e Alexander viajaram juntos a partir de Bremen por terra a Maastricht para atender Moray. Alexander Bruce e Moray foram membros fundadores da Royal Society em 1660, e é provável que a arquitetura de destaque em suas discussões, particularmente a nova sede da prefeitura em Maastricht que havia recentemente aconselhado Moray.
Em 1659, Bruce atuou como mensageiro entre o general George Monck, comandante-em-chefe de Oliver Cromwell, na Escócia, e o exilado rei Carlos II. Um passaporte sobrevive, emitido a Bruce por Monck, em setembro de 1659, dando-lhe permissão para permanecer na Escócia, até seu "retorno aos Países Baixos", e parece que as mensagens que ele trouxe de Carlos convenceram Monck a marchar seu exército para Londres, um decisivo evento na restauração. A natureza de suas comunicações não é conhecida, embora pareça que Moray o selecionou para a tarefa. Sir Robert Douglas afirmou que "pintou as desgraças e distrações" da Escócia antes do general, e sugeriu-lhe "a glória que seria adquirida na restauração da família real".

## Carreira política

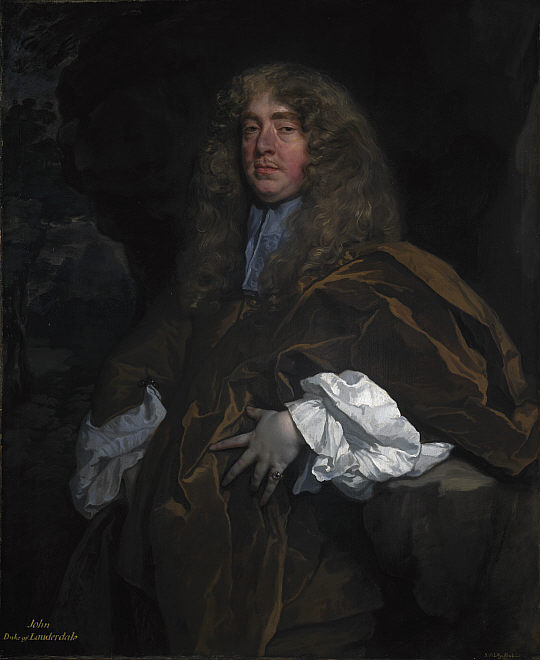
John Maitland, Duque de Lauderdale, o homem mais poderoso da Escócia, que beneficiou Bruce com seu patrocínio. Pintado por sir Peter Lely, hoje na Galeria Nacional da Escócia

Após a restauração, William Bruce foi nomeado funcionário para as contas em 1660, e secretário de abastecimento aos Senhores do Conselho em 1665. Ambos eram posições lucrativas, envolvendo cobrança de taxas, do parlamento, no primeiro caso, e de petições para o Tribunal de Sessão no último. Enquanto isso, sir Robert Moray tinha se estabelecido como um cortesão e cientista em Whitehall, Londres, e empregou Bruce como um mensageiro de confiança entre Whitehall e o Duque de Lauderdale, Secretário da Escócia.
Moray mais tarde serviu na Comissão de Tesouraria para a Escócia, assim como Alexander Bruce, agora Conde de Kincardine. Ele reportou-se a esta comissão como um coletor de impostos, e beneficiou-se do patrocínio de seus membros. A comissão tinha a responsabilidade pelo trabalho do rei, e em 1667 Bruce foi nomeado Superintendente e Supervisor dos Palácios Reais, da Escócia. Quatro anos mais tarde ele foi intitulado Inspetor Geral das Obras do Rei da Escócia, com um salário de 3,6 mil libras escocesas (300 libras esterlinas, ou 41 mil libras em 2025), com o objetivo de reconstruir o Palácio de Holyrood. Em março de 1671, Bruce fazia parte de um sindicato que comprou os direitos de cobrar impostos durante um período de cinco anos, pagando de 26 mil libras esterlinas (3,6 milhões em 2025) pelo privilégio. Como tal, parece que ele não era apenas o arquiteto do Palácio de Holyrood, mas um dos principais financiadores do projeto de 21 mil libras.
Como uma figura-chave da administração na restauração, William Bruce tornou-se próximo de outras pessoas leais aos Stuart, que incluíam tais patronos poderosos como o Duque de Lauderdale, o Senhor de Haltoun, e o Conde de Rothes. Em 1667, ele realizou seu primeiro trabalho de construção para o Senhor de Rothes, supervisionando as extensões da Leslie House, e mais tarde trabalhou em várias das propriedades de Lauderdale, simultaneamente com o Palácio de Holyrood. Em 1668 foi criado um baronete da Nova Escócia.
De 1669 a 1674, ele se sentou no Parlamento Escocês como comissário do condado de Fife, e de 1681 até 1682 como um comissário do condado de Kinross. De abril de 1685 a maio de 1686 atingiu o auge de sua carreira política, como membro do Conselho Privado da Escócia. Mas, em 1674, ele se envolveu em uma rivalidade entre facções de seu patrono Lauderdale, e seus rivais o Duque de Hamilton e o Conde de Tweeddale. Suas ações, que aparentemente incluíam passar informações aos Hamilton, invocou a fúria da Duquesa de Lauderdale, que tentou convencer o marido a privar Bruce de seus serviços. Ele sobreviveu, embora seu relacionamento com seu patrono estivesse danificado. Lauderdale descreveu-o como "o mais amargo partidário fraccionista da sua qualidade em toda a Escócia". Esta divisão resultou em uma eventual demissão dele como Inspetor Geral das Obras do Rei, no falso pretexto de que o Palácio de Holyrood estava acabado.
Com os ganhos de seus serviços, ele havia se tornado um homem rico, mesmo para os padrões de seus clientes. Esta riqueza lhe permitiu comprar a propriedade Balcaskie em 1665, e estender a casa e os jardins. Em 1675 ele comprou a maior propriedade do Loch Leven, Kinross, do Conde de Morton, o que lhe trouxe o título hereditário de chefe oficial da paz de Kinross-shire. No final da década de 1670 tomou seus primeiros projetos arquitetônicos para casas inteiramente novas.
Na sequência da adesão de Jaime VII, em 1685, Bruce gradualmente caiu em desgraça, e foi desconfiado pelo novo regime. Após a Revolução de 1688, e com a adesão de Guilherme de Orange como rei, ele estava mais uma vez em desacordo com seus governantes protestantes, e se recusou a tomar o seu lugar no parlamento. Como episcopal firme, Bruce foi considerado uma ameaça potencial jacobina. Em 1693 ele foi brevemente preso no Castelo de Stirling por se recusar a comparecer perante o Conselho Privado. Ele foi preso novamente em Stirling em 1694, e a partir de 1696 no Castelo de Edimburgo. Bruce foi expulso do parlamento em 1702, seu assento passou para o seu filho John Bruce. Apesar destas prisões, ele continuou a sua obra arquitetônica, de fato as décadas de 1690 e 1700 foram os anos mais prolíficos. Bruce foi preso no Castelo de Edimburgo novamente em 1708 e só foi libertado pouco tempo antes de sua morte, no início de 1710. Ele foi enterrado no jazigo da família em Kinross Kirk, cujas ruínas ainda estão ao lado Kinross House.
Seus registros sobreviventes de contabilidade mostram compras de livros sobre música, pintura e horticultura, bem como numerosas obras de língua estrangeira, sugerindo que William Bruce fosse um homem culto. Ele estudou horticultura extensivamente, e aplicou seu conhecimento sobre o assunto em seus próprios jardins em Kinross. Ele era amigo de James Sutherland do Jardim Botânico de Edimburgo, e pode ter conhecido John Evelyn e outros horticultores ingleses.

## Família
Por volta de 1660, William Bruce se casou com Mary Halkett, filha de Sir James Halkett de Pitfirrane. Os dois tiveram dois filhos:
- Sir John Bruce, 2º Barão de Kinross, (antes de 1671 - 19 de março de 1710), marido de Christian Leslie, viúva do Marquês de Montrose e filha do Duque de Rothes.[19] Ele não deixou nenhum filho.
- Anne; dona das propriedades de seu pai, caso o irmão dela falisse. Ela se casou duas vezes, com descendência de ambos os maridos.[20]

Depois da morte de sua primeira esposa, sir William Bruce casou-se com Magdalen Scott, viúva de um comerciante de Edimburgo chamado George Clerk, em 1700. Eles não tinham nenhum problema. Magdalen viveu até 1752, e ganhou uma reputação de jacobina, estabelecendo uma célula jacobita em sua casa em Leith Citadel.

## Obras arquitetônicas

### Influências

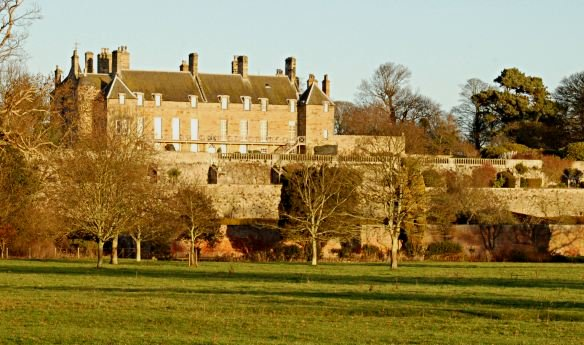
A frente sul de Balcaskie, mostrando a fachada quase simétrica, e terraços italianos.

Os Países Baixos forneceram a William Bruce muitas de suas influências. Ele estava nos Países Baixos no momento em que o classicismo italiano estava no auge da fama, e similaridades foram observadas entre o seu trabalho, particularmente o Palácio de Holyrood, e tais edifícios como o Palácio Real de Amsterdã (1648-1665), a obra de Jacob van Campen e o Palácio de Maastricht (1659-1664), de Pieter Post. Alexander Bruce tinha se casado com uma mulher holandesa, com laços familiares com a Casa de Orange, e parece provável que ele forneceu ligações com os artesãos holandeses que trabalhavam em alguns de seus projetos.
Ele estava certamente familiarizado com o norte da França, e em 1663 fez mais uma "viagem externa" a mando de Lauderdale, embora o seu itinerário seja desconhecido. Seja por visita ou através do estudo de gravuras, ele conhecia várias casas francesas notáveis, incluindo o Vaux-le-Vicomte, em Blérancourt, e o Castelo de Balleroy, a última obra do arquiteto francês François Mansart. Estes projetos franceses modernos, incorporaram características então desconhecidas na Escócia, como a pilha dupla de grandes salas em duas enfileiradas, variando para trás, também foram influentes em seus projetos.
A influência inglesa também é visível em seu trabalho. Suas casas de campo levavam o compacto tipo de modelo anglo-holandês, como a introduzida na Inglaterra por Hugh May e sir Roger Pratt, mas com detalhamento continental, como a rustificação na fachada em Mertoun. Coleshill House, de 1660, de Roger Pratt é frequentemente citada como um modelo para a Kinross House de William Bruce. Konrad Ottenheym concluiu que ele empregou um "estilo internacional", o que era moda na França, Países Baixos e Inglaterra, e que ele foi fundamental na divulgação deste estilo no país.

### Primeiros trabalhos
Os primeiros trabalhos de Bruce envolviam aconselhar os clientes e reconstruir as casas existentes, em vez de de projetar novos edifícios a partir do zero. Panmure House e Leslie House (sede do Conde de Rothes) foram projetos do mestre pedreiro do rei, John Mylne. Em Panmure, embora Bruce recebesse créditos no projeto, no passado, os trabalhos foram supervisionados por Alexander Nisbet, embora ele fizesse o projeto das portas e dos cais do portão. Em Leslie, supervisionou as obras após a morte de Mylne e, provavelmente, fez suas próprias emendas. Panmure foi demolida na década de 1950, e apenas uma pequena parte de Leslie House continua de pé, após um incêndio no século XVIII. Bruce mais tarde, aconselhou o Duque de Queensberry em seus planos para o Castelo de Drumlanrig.

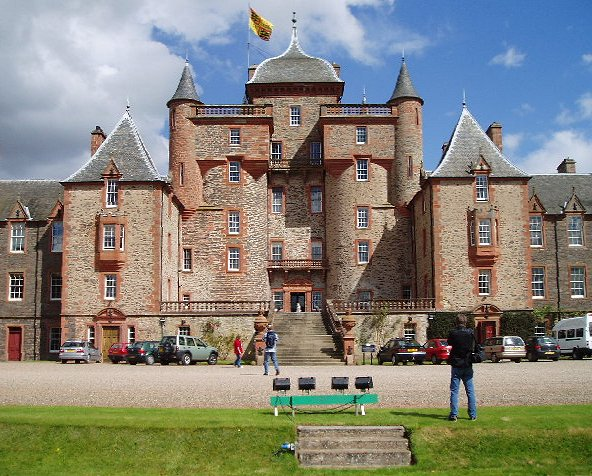
A frente principal do Castelo de Thirlestane, em grande parte como Bruce o remodelou.

Ele também trabalhou em sua propriedade em Balcaskie, Fife, que comprou em 1665, e que não sobreviveria intacta, embora com alterações posteriores. Ele dobrou a casa em plano-L para um plano-U quase simétrico, e pode ter construído as curvas de uma parede de asa e ligou os pavilhões. Gifford, contudo, atribui estes a uma fase de construção posterior. As curvas das paredes, uma forma vista mais tarde em Hopetoun, foram uma inovação caso Bruce as tenha realizado, possivelmente inspirado pelo trabalho do italiano Gian Lorenzo Bernini. Nos jardins ele expôs canteiros e pisou terraços "italianos", com uma vista levando a atenção a Bass Rock, todos inspirados pelos jardins barrocos franceses como Vaux-le-Vicomte. Internamente, Bruce criou um novo esboço de quartos, e foi para o seu planejamento interno de inspiração continental, tanto quanto o seu design exterior, que ele buscava como um arquiteto.
Em 1670, o Duque de Lauderdale o contratou para remodelar o Castelo de Thirlestane, sua torre medieval do século XVI na fronteira do país. Ele, trabalhando com o pedreiro mestre do rei, Robert Mylne, ampliou o edifício com novos pavilhões de canto e uma nova entrada, e replanejou o interior. Lauderdale continuou a empregá-lo, muitas vezes trabalhando em estreita colaboração com o Senhor Haltoun, irmão de Lauderdale, durante a década de 1670, em suas casas em Brunstane perto de Edimburgo, e Lethington (renomeada mais tarde de Lennoxlove), bem como a colocação de um projeto para novos portões em sua propriedade inglesa, Ham House, perto de Londres, em 1671. Ele pode ter tido um maior envolvimento com a remodelação das obras que estavam acontecendo por lá, sob a direção do arquiteto inglês William Samwell. Enquanto empenhados em Thirlestane, ele também projetou a próxima igreja escocesa de Lauder, sua única igreja completa. Uma das poucas igrejas em plano cruciforme do século XVII na Escócia, pode ter sido inspirada pela semelhante igreja de François Mansart em Balleroy na França.

### Palácio de Holyrood

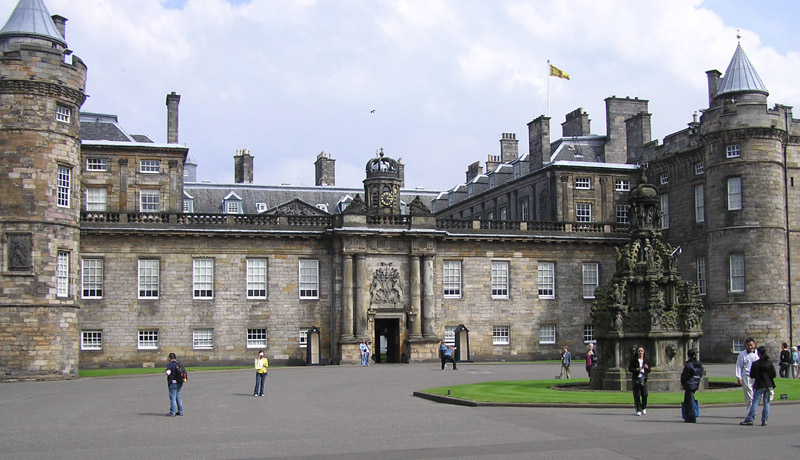
A frente de entrada do Palácio de Holyrood, como projetado por Bruce.

A nomeação de William Bruce como Inspetor Geral das Obras do Rei da Escócia foi criada principalmente com o objetivo de reconstruir o Palácio de Holyrood. Além deste projeto, ele apenas realizou pequenos reparos nos castelos de Edimburgo e Stirling, e as fortificações de Bass Rock. Carlos I tinha a intenção de ampliar e reconstruir o Palácio de Holyrood, e os planos haviam sido elaborados na década de 1630. Nada foi feito no entanto, e em 1650 o palácio foi queimado, destruindo quase toda faixa oeste. Ele foi contratado para projetar e supervisionar as obras, com Robert Mylne atuando como contratante. Os planos dele foram elaborados por Mylne, já que o próprio Bruce aparentemente não tinha as habilidades técnicas de desenho arquitetônico.
Carlos II criticou os planos iniciais de Bruce para o esboço interno, e um esquema melhor foi finalmente aprovado. A construção começou em julho de 1671, e por 1674 a maior parte do trabalho foi completada. Ele construiu uma segunda torre gótica para espelhar a existente construída por Jaime IV entre 1498 e 1501, e criou o bloco do pátio em estilo clássico contido. A segunda fase do trabalho iniciada em 1676, quando o Duque de Lauderdale lhe ordenou a demolir e reconstruir a fachada oeste principal, resultando em 1679 na parede da tela, encimada por uma coroa imperial esculpida, que constitui a entrada principal.
Também em 1676, Bruce elaborou planos para a conclusão do Heriot's Hospital em Edimburgo, que havia sido iniciada na década de 1620. Seu desenho, para a torre central da fachada sul, acabou por ser executado em 1693.

### Casas de campo
Sua primeira encomenda de um novo edifício foi para a construção de Dunkeld House, e veio do Conde de Atholl em 1676. A casa tinha sido seriamente danificada em 1654, durante a guerra civil, e foi lhe dado a tarefa de construir a sua substituta (A casa foi mais tarde demolida). Outra comissão em larga escala no início foi para Moncrieffe House (1679), que foi incendiada em 1957.

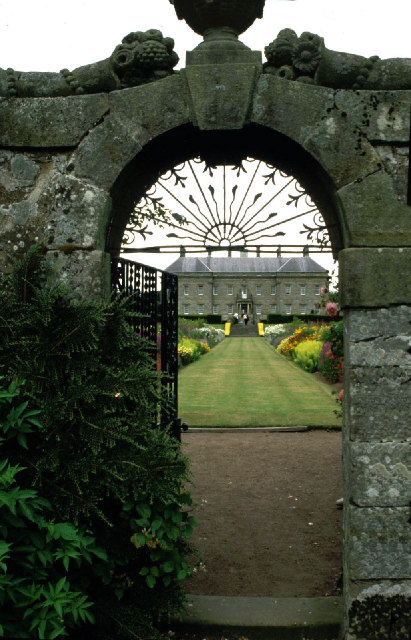
Frente leste de Kinross House, vista através do portão do jardim.

Em 1675, comprou a propriedade do Conde de Morton em Loch Leven. A propriedade inclui uma mansão antiga, perto de Kinross, bem como as ruínas do Castelo de Loch Leven, famosa por ser a prisão de Maria da Escócia. Após a realização de reparos na antiga mansão, e começando a dispor os jardins, Bruce começou a trabalhar em seu novo lar, Kinross House, em 1686, empregando o pedreiro mestre Thomas Bauchop. O edifício palladiano tem algumas semelhanças com a Coleshill House (demolida) de 1660, de Roger Pratt, mas com características dele derivadas de fontes francesas. Estas características, em última análise, de origem clássica e italiana, incluem a pedra rusticada do porão, e uma ordem colossal de pilastras coríntias, este último possivelmente decorrentes dos primeiros desenhos de Bernini para o Louvre. Após a sua queda de favores, ele encontrou-se cada vez mais endividado, o que atrasou a conclusão da casa até 1693. Kinross foi uma das primeiras casas de estilo palladiano na Escócia, e foi reconhecida como um dos mais belos edifícios do país; Daniel Defoe a descreveu como "a obra mais bonita e uniforme da arquitetura na Escócia", e Thomas Pennant chamou Kinross de "a primeira casa de arquitetura uniforme no Norte da Bretanha".

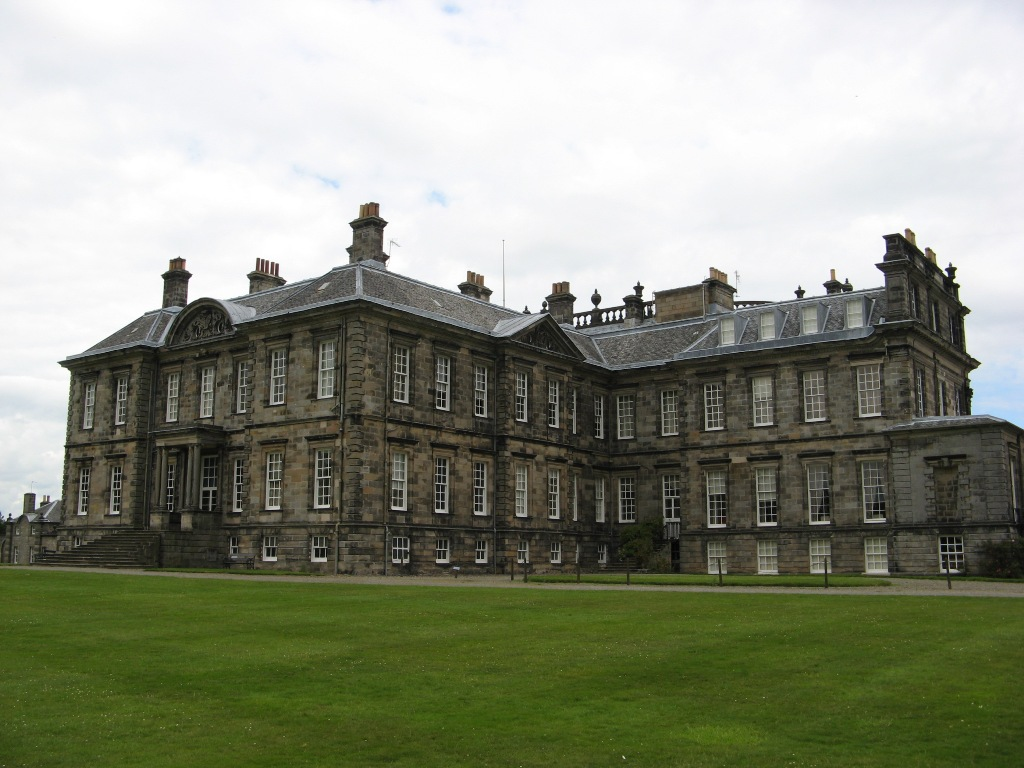
A frente oeste de Hopetoun, que foi projetada por Bruce para Charles Hope. A frente leste foi ampliada e remodelada por William Adam.

Apesar de sua queda de benefícios políticos, e sua prisão intermitente, ele continuou trabalhando. Durante a década de 1690, completou a Hill of Tarvit (1696), Craighall (1697-1699), em Fife, e Craigiehall (1699), perto de Edimburgo. Esta última, construída para o Marquês de Annandale, continua de pé, e é usada como quartel-general escocês do Exército Britânico. Desde 1698 ele estava trabalhando em uma nova casa para o jovem Charles Hope, mais tarde 1.º Conde de Hopetoun. Hopetoun House, perto de Edimburgo, foi concluída em 1702, e representa o seu mais grandioso projeto de casa de campo. O mestre pedreiro foi novamente Thomas Bauchop, e a inspiração foi novamente anglo-holandesa, com rustificação francesa. A maior parte do trabalho dele hoje esta oculta pela remodelação do século XVIII, realizada por William Adam. Bruce foi novamente contratado pelo Conde de Hopetoun em 1708, para construir um corredor privado na Igreja de Abercorn. O sótão de Hopetoun tem vista para o interior da igreja, e se conecta a uma sala retraída com um "estrabismo" oval dando uma visão do púlpito.
Em 1702, foi contratado pelos burgueses de Stirling para projetar uma nova casa de pedágio para a cidade. Ele forneceu apenas planos de esboço, que foram executados por pedreiros locais entre 1703 e 1705. Suas últimas casas foram Harden House (hoje conhecida como Mertoun House), construída para os escoceses em Borders, e sua pequena casa, Auchendinny, em Midlothian. Seu trabalho final, em torno de 1710, era a Nairne House, para o jacobino Senhor de Nairne. A casa não foi concluída até dois anos após a sua morte, e a extensão de seu envolvimento não é clara. Nairne House foi demolida em 1760, embora a cúpula fosse mantida e instalada no telhado do King James VI Hospital nas proximidades de Perth.

## Legado
Apesar de Daniel Defoe o chamar de "o Kit Wren do Norte da Grã-Bretanha", por seu papel como o fundador efetivo da arquitetura clássica naquele país, Gifford sugere que ele é mais comparável a Hugh May e Roger Pratt em suas realizações. Tal como May e Pratt, ele popularizou um estilo de casa de campo entre a nobreza, encorajando a introdução do conceito de uma arquitetura mais continental e orientada ao lazer, pois a arquitetura da tradicional "casa-torre" veio a ser entendido como algo cada vez mais fora do seu tempo. Sir John Clerk de Penicuik o citou como "o chefe introdutor da arquitetura neste país", enquanto para Colen Campbell, compilador do Vitruvius Britannicus, ele foi "simplesmente considerado o melhor arquiteto de seu tempo nesse Reino". Seu trabalho foi uma grande influência para o projeto de casas de campo, no século XVIII, uma influência que se espalhou através dos pedreiros e desenhistas com quem trabalhava, incluindo Mylne e Bauchop, James Smith e Alexander Edward. Na Kinross seu alinhamento deliberado das principais vistas nas ruínas do Castelo Lochleven, Howard Colvin sugeriu "que Bruce, como Vanbrugh, tem um lugar na pré-história do pitoresco".